# Robbie Deans
Robert Maxwell „Robbie“ Deans (* 4. September 1959 in Cheviot, Canterbury) ist ein ehemaliger neuseeländischer Rugby-Union-Spieler und aktueller Trainer der australischen Nationalmannschaft. Als Trainer führte er die neuseeländische Mannschaft Crusaders zu fünf Meisterschaften im internationalen Turnier Super 14.

## Spielerkarriere
Deans begann seine Spielerkarriere 1979 beim Provinzverband Canterbury. Er spielte als Schlussmann und war für die Kicks zuständig. In 146 Spielen gelangen ihm insgesamt 1641 Punkte. Er lief 18-mal für die All Blacks auf, darunter fünf offizielle Länderspiele. Der erste dieser fünf Einsätze war am 12. November 1983 gegen Schottland, der letzte folgte am 18. August 1984 im Spiel um den Bledisloe Cup gegen Australien. Am Ende des Jahres 1983 schloss er sich für fünf Monate dem französischen Club FC Grenoble an. Er beendete 1990 seine Spielerkarriere.

## Trainerkarriere
Deans erste Einstellung als Trainer begann 1997 bei seinem Provinzverband Canterbury. Gleich im ersten Jahr konnte er mit dieser Mannschaft die National Provincial Championship gewinnen. Unter anderem gelang in dieser Saison der erste Sieg über Auckland nach 14 Jahren. In den folgenden Jahren assistierte er Wayne Smith bei der Leitung des Super-14-Franchise Crusaders. Im Jahr 2000 übernahm er die Leitung des Teams, nach dem Smith zu Neuseelands neuem Nationaltrainer ernannt wurde.
Deans war zwischen 2001 und 2003 Assistenztrainer bei der neuseeländischen Nationalmannschaft. In dieser Zeit gewannen die All Blacks zweimal die Tri Nations. Im Jahr 2002 gelang ihm mit den Crusaders eine perfekte Saison. Die Mannschaft gewann alle 11 Spiele der regulären Saison sowie das Halbfinale und das Endspiel. Nach zwei Spielzeiten ohne Titel führte er die Crusaders zu drei weiteren Titeln, bevor er 2008 das Ende seines Engagements bekannt gab. Mit fünf gewonnenen Meisterschaften ist er der erfolgreichste Trainer des Super-Rugbys.
Deans wurde nach dem Ende seines Vertrags bei den Crusaders als ein Anwärter für den Trainerposten der Nationalmannschaft angesehen, die zuvor bereits im Viertelfinale der Weltmeisterschaft ausgeschieden war. Der neuseeländische Verband verlängerte jedoch mit dem aktuellen Trainer Graham Henry. Deans entschied sich dann für ein Engagement in Australien. Er führte die „Wallabies“ zu Siegen über Irland und Frankreich sowie zu drei Siegen und dem zweiten Platz bei den Tri Nations 2008.

## Erfolge
als Spieler
- fünf Länderspiele
- National Provincial Championship: Sieger 1983
- Topscorer der Region Canterbury mit 1641 Punkten

als Trainer
- Super 14: Meister 2000, 2002, 2005, 2006, 2008
- National Provincial Championship: Sieger 1997

## Privatleben
Deans hat drei Kinder mit seiner Frau Penny, einer Französischlehrerin. Sein Großonkel Bob und sein Bruder Ian Bruce spielten beide für die neuseeländische Nationalmannschaft. Sein Vater Tony war Cricketspieler.